# Abludomelita awa
Abludomelita awa är en kräftdjursart. Abludomelita awa ingår i släktet Abludomelita och familjen Melitidae. Inga underarter finns listade i Catalogue of Life.